# Můstek metróállomás

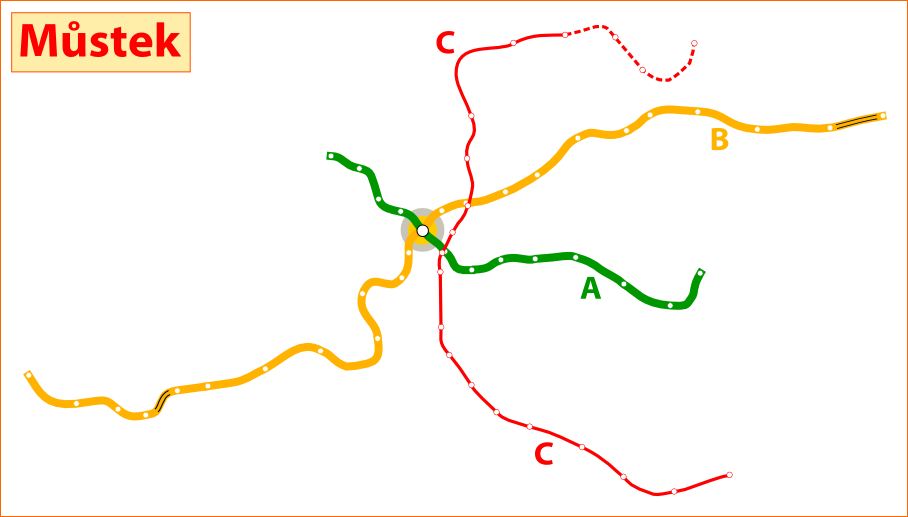
Az állomás elhelyezkedése

Můstek egy metróállomás Prágában a prágai A metró és B metró vonalán.

## Szomszédos állomások
A metróállomáshoz az alábbi állomások vannak a legközelebb:
- Staroměstská (A metróvonal, Nemocnice Motol)
- Národní třída (B metróvonal, Zličín)
- Muzeum (A metróvonal, Depo Hostivař)
- Náměstí Republiky (B metróvonal, Černý Most)

## Átszállási kapcsolatok
| A (Nemocnice Motol ↔ Depo Hostivař) |                                            |                                         |
| B (Zličín ↔ Černý Most)             |                                            |                                         |
| Állomás                             | Átszállási kapcsolatok                     | Fontosabb létesítmények                 |
| Můstek                              | 3, 5, 6, 9, 14, 24, 91, 92, 94, 95, 96, 98 | Vencel tér, Havas Boldogasszony-templom |